# San Martín (La Rioja)
San Martín es una localidad del municipio de Santa Engracia del Jubera en La Rioja (España).

## Demografía
San Martín contaba a 1 de enero de 2010 con una población de 3 habitantes, 2 hombres y 1 mujer.

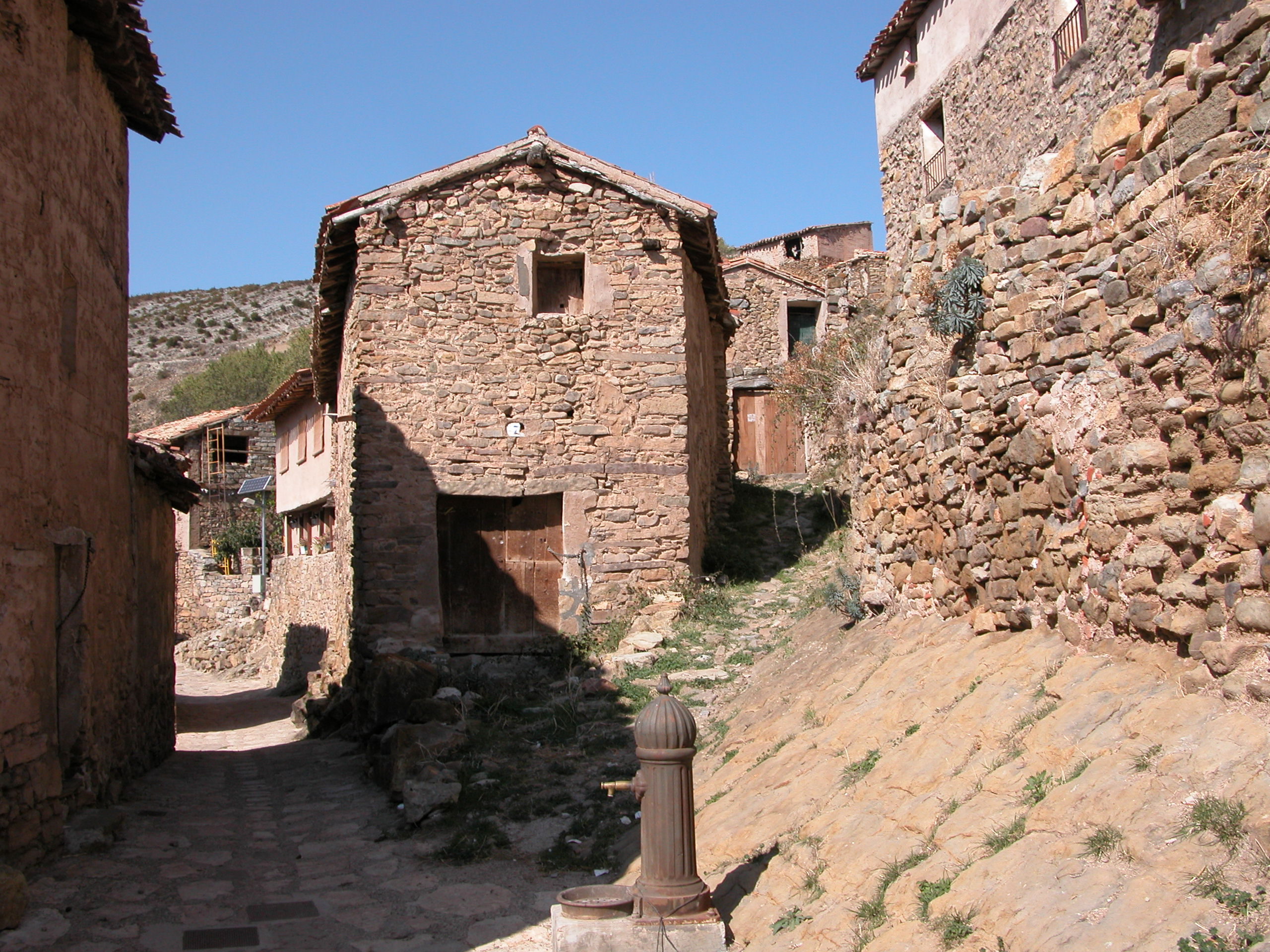
Calle de San Martín.

| Gráfica de evolución demográfica de San Martín entre 2000 y 2014                                 |
|                                                                                                  |
| Población de derecho (2000-2010) según los censos de población del INE a 1 de enero de cada año. |